# 志士庫村
志士庫村（ししこむら）は茨城県新治郡にかつて存在した村である。

## 地理
- 現在のかすみがうら市の南東部、旧霞ヶ浦町の北西部に位置する。

## 歴史

### 村名の由来
中世の郷名より。

### 村域の変遷
- 1889年（明治22年）4月1日 - 町村制の施行により、宍倉村、西成井村、上軽部村が合併して発足。
- 1955年（昭和30年）2月11日 - 下大津村・美並村・牛渡村・佐賀村・安飾村と合併して出島村が発足。同日志士庫村廃止。

変遷表
| 1868年 以前 | 1868年 以前 | 明治12年 | 明治22年 4月1日 | 昭和30年 2月11日 | 平成9年 4月1日      | 平成17年 3月28日 | 現在           |
| ----------- | ----------- | -------- | --------------- | ---------------- | ------------------- | ---------------- | -------------- |
|             | 宍倉村      | 宍倉村   | 志士庫村        | 出島村           | 霞ヶ浦町に 町制改称 | かすみがうら市   | かすみがうら市 |
|             | 成井村      | 西成井村 | 志士庫村        | 出島村           | 霞ヶ浦町に 町制改称 | かすみがうら市   | かすみがうら市 |
|             | 上軽部村    |          | 志士庫村        | 出島村           | 霞ヶ浦町に 町制改称 | かすみがうら市   | かすみがうら市 |

## 大字
- 宍倉（ししくら）
- 西成井（にしなるい）
- 上軽部（かみかるべ）

## 人口・世帯

### 人口
総数 [単位： 人]
| 1891年（明治24年） | 2,201 |
| 1920年（大正 9年） | 2,061 |
| 1935年（昭和10年） | 2,751 |
| 1950年（昭和25年） | 3,659 |

### 世帯
総数 [単位： 世帯]
| 1920年（大正 9年） | 537 |
| 1935年（昭和10年） | 547 |
| 1950年（昭和25年） | 697 |

## 交通

### 鉄道
日本国有鉄道（現東日本旅客鉄道）常磐線が大字宍倉の北西端を通過している。至近に神立駅（土浦市に所在）が存在する。